# Krzysztof Galicki
Krzysztof Galicki (ur. 10 sierpnia 1958 w Oleśnicy, zm. 24 września 2007) – polski fizyk, specjalista w dziedzinie fizyki teoretycznej.

## Życiorys i dorobek naukowy
Ukończył  Szkołę Podstawową nr 3 oraz w 1977 Liceum Ogólnokształcące im. Juliusza Słowackiego w Oleśnicy.
Jego praca magisterska (Wydział Fizyki Teoretycznej Uniwersytetu Wrocławskiego) o nieliniowych sigma-modelach ukazała się w wydawnictwie „Physical Review”.
Po studiach został na uczelni, ale już po roku trafił na stypendium do USA (Instytut Fizyki Stanowego Uniwersytetu Georgii, potem związał się ze Stanowym Uniwersytetem Nowego Jorku na Long Island, gdzie w trzy lata ukończył studia doktoranckie). Jego praca doktorska ukazała się jako seria artykułów w „Nuclear Physics”, „Communications in Mathematical Physics” i „Mathematische Annalen”.
Po doktoracie Galicki wykładał na uczelni Rice w Houston, po trzech latach na Stanowym Uniwersytecie Nowego Meksyku został młodszym profesorem. Podjął przy tym współpracę z niemieckim Max-Planck-Institute für Mathematik w Bonn i  Institute for Advanced Studies w Princetown. Potem przyszły kolejne promocje profesorskie i rozwinięcie z współpracy z uczelniami europejskimi (Paryż, Rzym, Berlin, Wiedeń).
Zginął tragicznie 24 września 2007 podczas górskiej wyprawy.

## Życie prywatne
Był miłośnikiem Alp oraz Gór Skalistych.

## Pośmiertne upamiętnienie
30 października 2015, radni Rady Miasta Oleśnicy przegłosowali projekt uchwały, by imieniem Krzysztofa Galiskiego nazwać rondo u zbiegu ulic 3 Maja, Fryderyka Chopina i Mikołaja Reja w Oleśnicy. W 2016 w I Liceum Ogólnokształcącym im. Juliusza Słowackiego w Oleśnicy odsłonięto tablicę upamiętniającą Krzysztofa Galickiego oraz uczyniono go patronem jednej z pracowni matematycznych.